# Giải của Hội phê bình phim online cho nam diễn viên phụ xuất sắc nhất
Giải của Hội phê bình phim online cho nam diễn viên phụ xuất sắc nhất là một trong các giải của Hội phê bình phim online dành cho nam diễn viên đóng vai phụ trong một phim, được bầu chọn là xuất sắc nhất.
Dưới đây là danh sách các người đoạt giải:

### Thập niên 1990
| Năm  | Người đoạt giải    | Phim            | Vai diễn       |
| ---- | ------------------ | --------------- | -------------- |
| 1997 | Burt Reynolds      | Boogie Nights   | Jack Horner    |
| 1998 | Billy Bob Thornton | A Simple Plan   | Jacob Mitchell |
| 1999 | Haley Joel Osment  | The Sixth Sense | Cole Sear      |

### Thập niên 2000
| Năm  | Người đoạt giải        | Phim                   | Vai diễn              |
| ---- | ---------------------- | ---------------------- | --------------------- |
| 2000 | Benicio del Toro       | Traffic                | Javier Rodriguez      |
| 2000 | Philip Seymour Hoffman | Almost Famous          | Lester Bangs          |
| 2001 | Steve Buscemi          | Ghost World            | Seymour               |
| 2002 | Dennis Quaid           | Far from Heaven        | Frank Whitaker        |
| 2003 | Peter Sarsgaard        | Shattered Glass        | Chuck Lane            |
| 2004 | Thomas Haden Church    | Sideways               | Jack Lopate           |
| 2005 | Mickey Rourke          | Sin City               | Marv                  |
| 2006 | Jackie Earle Haley     | Little Children        | Ronald James McGorvey |
| 2007 | Javier Bardem          | No Country for Old Men | Anton Chigurh         |
| 2008 | Heath Ledger           | The Dark Knight        | The Joker             |

Bản mẫu:Online Film Critics Society Awards